# Solomon Island
Solomon Island ist eine Insel in der Prydz Bay an der Ingrid-Christensen-Küste des ostantarktischen Prinzessin-Elisabeth-Lands. Sie ist die östliche und größte zweier Inseln (die andere ist Jesson Island) rund 1,25 km nordöstlich der Donovan Promontory im Gebiet der Larsemann Hills.
Das Antarctic Names Committee of Australia benannte sie 1988 nach David Solomon, kommandierender Offizier eines DUKW der Australian Army für die Anlandung einer Mannschaft der Australian National Antarctic Research Expeditions auf Jesson Island im Februar 1958. Das Composite Gazetteer of Antarctica enthält überdies unter sehr ähnlichen Geokoordinaten eine Insel, die chinesische Wissenschaftler 1993 Baisha Dao (chinesisch 白沙島)  benannten.